# Mustela lutreola cylipena
Mustela lutreola cylipena es una subespecie de  mamíferos carnívoros  de la familia Mustelidae subfamilia Mustelinae.

## Distribución geográfica
Se encuentra en Europa.